# This Angry Age
This Angry Age is een Italiaans-Frans-Amerikaanse dramafilm uit 1957 onder regie van René Clément. Destijds werd de film uitgebracht onder de titel Het lokkend moeras.

## Verhaal
Mevrouw Dufresne heeft een rijstplantage in Indochina. Haar plantage is amper winstgevend en wordt bedreigd door de zee. Zowel een regeringsfunctionaris als een landeigenaar tracht haar te verjagen. De beide mannen worden echter verliefd op haar dochter Suzanne. Wanneer de zee door de dijk heen lijkt te breken, gaan moeder en dochter naar Bangkok om geld te vinden voor de herstelling.

## Rolverdeling
| Acteur          | Personage        |
| --------------- | ---------------- |
| Silvana Mangano | Suzanne Dufresne |
| Anthony Perkins | Joseph Dufresne  |
| Richard Conte   | Michael          |
| Jo Van Fleet    | Mevrouw Dufresne |